# جغد نیوزیلندی
جغد نیوزیلندی یا مورپورک (نام علمی: Ninox novaeseelandiae) که رورو نیز نامیده می‌شود، جغد قهوه ای کوچکی است که در سراسر نیوزیلند و تاسمانی یافت می‌شود. در سال ۱۷۸۸ توسط یوهان فریدریش گملین توصیف شد و تا سال ۱۹۹۹ به عنوان همان گونه بوبوک استرالیایی در سرزمین اصلی استرالیا در نظر گرفته می‌شد. نام آن از ندای دو صدایی آن گرفته شده است. چهار زیرگونه از مورپورک شناخته شده است که یکی از آنها منقرض شده است و دیگری که فقط به عنوان یک جمعیت دورگه وجود دارد. این پرنده تقریباً ۲۰ نام رایج جایگزین دارد، از جمله موپوک و بوبوک.
مورپورک دارای پرهای قهوه ای تیره با لکه‌های رنگ پریده برجسته و چشمان زرد طلایی است. معمولاً شب‌زی است، اگرچه گاهی در سپیده‌دم و غروب فعال است، اما در نقاط خلوت شاخ و برگ درختان خلوت می‌کند. بیشتر از حشرات و مهره‌داران کوچک تغذیه می‌کند و با هجوم به آنها از روی درختان شکار می‌کند. اتحادیه بین‌المللی حفاظت از طبیعت، مورپورک را به دلیل گستره وسیع و جمعیت ظاهراً پایدار، آنها را در دسته کمترین نگرانی ارزیابی کرده است.

## طبقه‌بندی
جان لاثام، طبیعت‌شناس انگلیسی، دربارهٔ جغد نیوزلندی در سال ۱۷۸۲ در اثر خود (خلاصه‌ای از پرندگان) نوشت. یوهان فریدریش گملین طبیعت‌شناس آلمانی در سال ۱۷۸۸ مورپورک را توصیف کرد.
"Morepork" مورپورک توسط اتحادیه بین‌المللی پرنده‌شناسان به عنوان نام رسمی تعیین شده است.
گرلوف فوکو میس و ارنست مایر طبقه‌بندی جغد بوبوک را بسیار چالش‌برانگیز می‌دانستند، مایر در سال ۱۹۴۳ اظهار داشت که این یکی از دشوارترین مشکلاتی است که من تاکنون با آن مواجه شده‌ام. دیوید فلی طبیعت‌شناس استرالیایی در کتاب خود در سال ۱۹۶۸، نگهبانان شب بوته‌ها و دشت، مشاهده کرد که بوبوک‌های تاسمانی بیشتر شبیه بوبوک‌های نیوزلند هستند تا بوبوک مربوط به سرزمین اصلی استرالیا، اگرچه او از میس در برخورد با آنها به عنوان یک گونه پیروی کرد.
جانت نورمن و همکارانش دی‌ان‌ای سیتوکروم ب سه زیرگونه (و همچنین جغد قدرتمند) را آزمایش کردند تا مطمئن شوند که آیا نزدیک‌ترین خویشاوند در تولید مثل با آخرین ماده بازمانده بوبوک نورفولک استفاده شده است یا خیر. آنها کشف کردند که اگرچه بوبوک نورفولک از نظر پر و بال شبیه به بوبوک تاسمانی است، اما از نظر ژنتیکی به زیرگونه نیوزیلندی بسیار نزدیکتر است. در واقع، این دو از نظر ژنتیکی به قدری به هم نزدیک بودند که به این فکر کردند که آیا بوبوک نورفولک اصلاً باید به عنوان یک آرایه (زیست‌شناسی) جداگانه شناخته شود، اگرچه آنها اذعان داشتند که این دو از نظر ظاهری به راحتی قابل تشخیص هستند، بنابراین این سه را به عنوان زیرگونه حفظ کردند. دی ان ای بوبوک تاسمانی تنها ۲٫۷ درصد از دو بوبوک دیگر فاصله داشت، در حالی که دی‌ان‌ای جغدهای قدرتمند ۴٫۴ درصد از یکدیگر فاصله داشتند. به همین دلیل، بوبوک استرالیایی از بوبوک بومی تاسمانی و مورپورک در جلد ۵ کتاب راهنمای پرندگان جهان جدا شد. با این حال، چندین نویسنده، از جمله لس کریستیدیس و والتر بولز، معتقد بودند که در داده‌های مطالعه نورمن، اصلاً از هیچ بوبوک استرالیایی نمونه برداری نشده، و در نتیحه تفسیر اشتباهی بوجود آمده است. آنها با سه گونه (جنوبی، بوبوک‌های بومی تاسمانی و مورپورک) به عنوان یک گونه برخورد می‌کردند.
مایکل وینک و همکارانش با بررسی شخصیت‌های مورفولوژیکی و ژنتیکی (سیتوکروم ب) به این نتیجه رسیدند که بووبوک استرالیایی از مورپورک بیشتر متمایز است، همان‌طور که بوبوک تاسمانی که باید به وضعیت گونه‌ای به عنوان نینوکس لکوپسیس (جغدهای تاسمانی و جزایر در تنگه باس) ارتقا یابد.

### زیرگونه‌ها
چهار زیرگونه از مورپورک توسط اتحادیه بین‌المللی پرنده‌شناسان به رسمیت شناخته شده است که دو گونه از آنها منقرض شده‌اند:
- ن. ن آلباریا، بوبوک لرد هاو، در دهه ۱۹۵۰ از جزیره لرد هاو ناپدید شد.
- ن. ن لکوپسیس، بوبوک تاسمانی، در سراسر تاسمانی یافت می‌شود.
- ن. ن نیوزیلند، زیرگونه نامگذاری شده، در جزایر شمالی و جنوبی نیوزلند یافت می‌شود.
- ، بوبوک نورفولک، پس از ناپدید شدن آخرین ماده بازمانده در سال ۱۹۹۶، تنها به عنوان یک جمعیت دورگه کوچک وجود دارد. تا زمانی که زندگی می‌کرد، با بیشتر مورپورک‌های شناخته شده نیوزلندی جفت شد.

## ریخت‌شناسی
مورپورک ۲۶ تا ۲۹ سانتی‌متر بلندی دارند، ماده‌ها کمی بزرگتر از نر هستند. ماده‌ها وزنی برابر با ۱۷۰ تا ۲۱۶ گرم دارند و نرها ۱۴۰ تا ۱۵۶ گرم.
مورپورک عموماً دارای سر و قسمت بالایی قهوه‌ای تیره، با لکه‌های قهوه‌ای کم‌رنگ روی سر و گردن و نشانه‌های سفید در بقیه قسمت‌های بالایی هستند.
ابروهای زرد مایل به سفید کم رنگ، پوشش گوش قهوه‌ای تیره و گونه‌ها قهوه ای است.  چشم‌ها زرد تا زرد طلایی است.  پرهای چانه و گلو قهوه ای با رگه‌های قهوه ای تیره است. پرهای قسمت زیرین عمدتاً قهوه ای تیره با لکه‌ها و رگه‌های قهوه ای و سفید است و علائم بزرگتر روی شکم باعث می‌شود در کل رنگ پریده تر به نظر برسد. دم بالایی قهوه ای تیره با نوارهای قهوه ای روشن‌تر است.  نوک به رنگ آبی مایل به خاکستری کم رنگ با لبه برش سیاه است. پاها نارنجی یا زرد با پنجه‌های سیاه است. 
مورپورک جوان تا سال سوم یا چهارم خود پرهای دوران بلوغ را درنمی‌آورند.  نوک پرهای نوجوان‌ها سفید و کرکی است، که بقایای پرهای توده هاست. این پرها در طول زمان فرسوده می‌شوند و به مدت طولانی روی سر باقی می‌مانند. پرهای سر، گردن و قسمت زیرین به‌طور کلی پف‌تر هستند. پرهای آنها در کل تیره‌تر از پرهای بزرگسالان و قهوه‌ای مایل به خاکستری است. 

## پراکندگی و زیستگاه
در جزیره شمالی نیوزیلند، از بندر رانگاونو در جنوب تا جنوب تاراناکی و غرب تاورانگا، دریاچه تائوپو، و وانگانوی، و همچنین بین موروپارا و هانگاروا در شمال شرقی، و جنوب مناواتو، ولینگتون و وایراراپا در جنوب رایج است. و در خارج از این مناطق غیر معمول است. در جزیره جنوبی، بیشتر در غرب آلپ جنوبی در اطراف مارلبورو و در سرزمینهای جنوبی تر رایج است. در جزیره استوارت / راکیورا و جزایر فراساحلی رایج است.
در تاسمانی و جزیره کینگ و سایر جزایر تنگه باس نیز گستردگی دارند.  در جنوب ویکتوریا و یک بار نیز در نیو ساوت ولز ثبت شده است. 

## رفتار
آنها معمولاً به صورت تکی، جفت یا در گروه‌های خانوادگی کوچک شامل یک جفت بالغ و حداکثر سه جوان دیده می‌شوند.
هریر مردابی استرالیایی بیشتر مورپورک جوان را شکار کنند. 
در طول روز، بیشتر مورپورکها در لانه می‌خوابند. اگرچه عمدتاً شب‌زی هستند، اما گاهی اوقات در سحر(پگاه‌رو) و غروب فعال هستند. زمان‌های اصلی شکار، عصرها و صبح‌ها، با وقفه‌های کوتاه فعالیت در طول شب است. در شب‌های تاریک، آن‌ها اغلب نشسته‌اند، و به‌ویژه اگر هوا بد باشد، در عوض ممکن است در نور روز شکار کنند.

### زادآوری

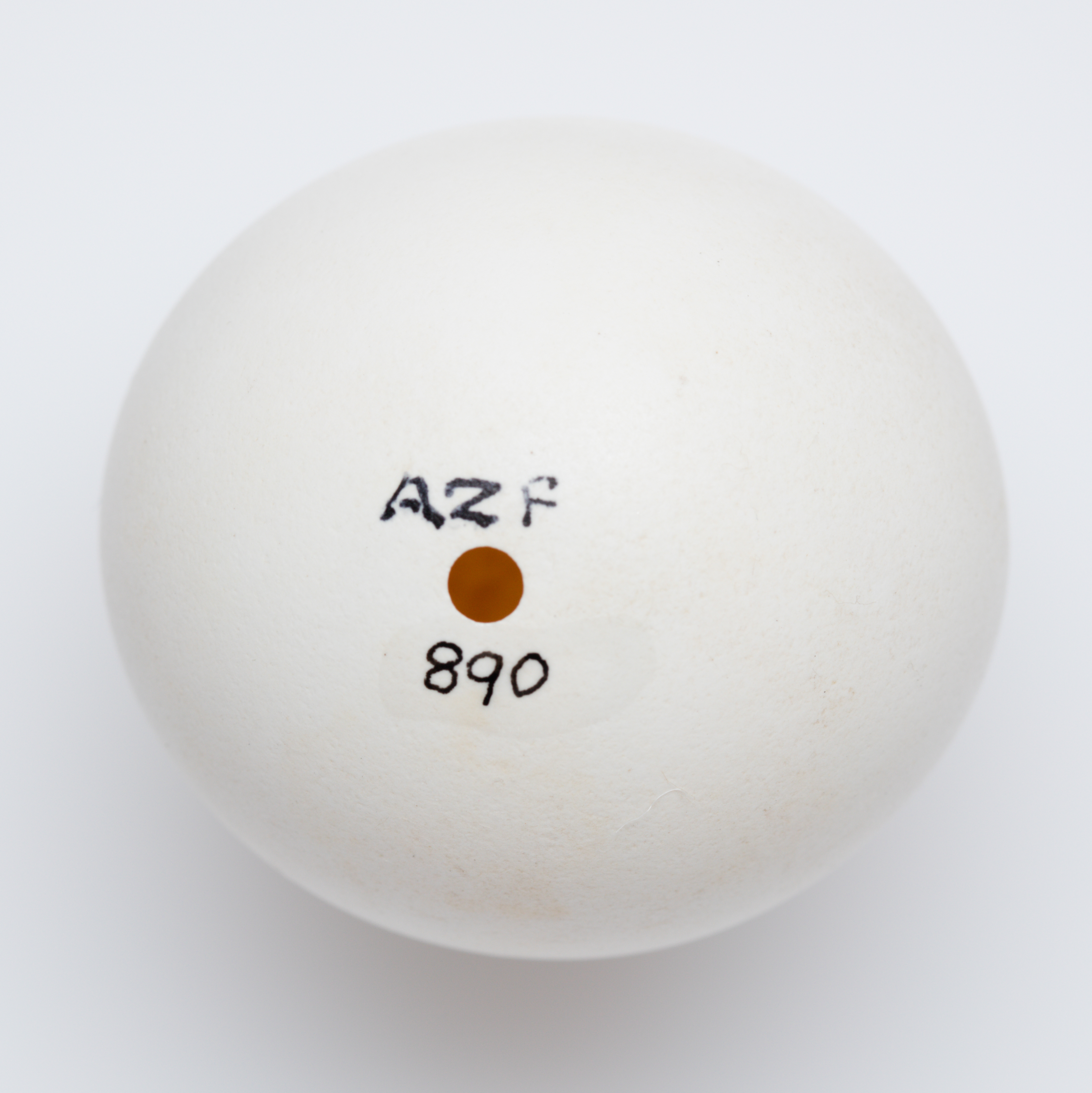
تخم بوبوک نیوزیلندی در مجموعه موزه اوکلند

مورپورک‌ها هرجایی که درختان به اندازه کافی بزرگ باشند لانه می‌کنند. 

### تغذیه
اگرچه تکنیک اصلی شکار آنها پرشهای سریع است، اما آنها پرندگانی چابک با بال‌های سریع و شبیه شهباز هستند و توانایی مانور سریع هنگام تعقیب و شکار حشرات را دارند.
آنها حیوانات مختلفی را شکار می‌کنند - عمدتاً بی مهرگان بزرگ از جمله سوسک اسکاراب و هوهو، پروانه، کرم، عنکبوت، ملخ، و در نیوزیلند، جیرجیرک‌های سنگین نیز غذای اصلی آنان را تشکیل می‌دهد. آنها همچنین تقریباً هر طعمه با اندازه مناسب را می‌گیرند، به ویژه پرندگان کوچک و موش‌ها. آنها می‌توانند غذای مناسب را در جنگل‌های کاج و همچنین جنگل‌های بومی پیدا کنند.

## وضعیت حفاظت
مانند بسیاری از گونه‌های جغد، بیشتر مورپورک تحت ضمیمه دوم کنوانسیون تجارت بین‌المللی گونه‌های در حال انقراض جانوران و گیاهان وحشی محافظت می‌شود، به این معنی که واردات، صادرات و تجارت حیوانات وحشی صید شده در فهرست مقررات تنظیم می‌شود.

## نگارخانه

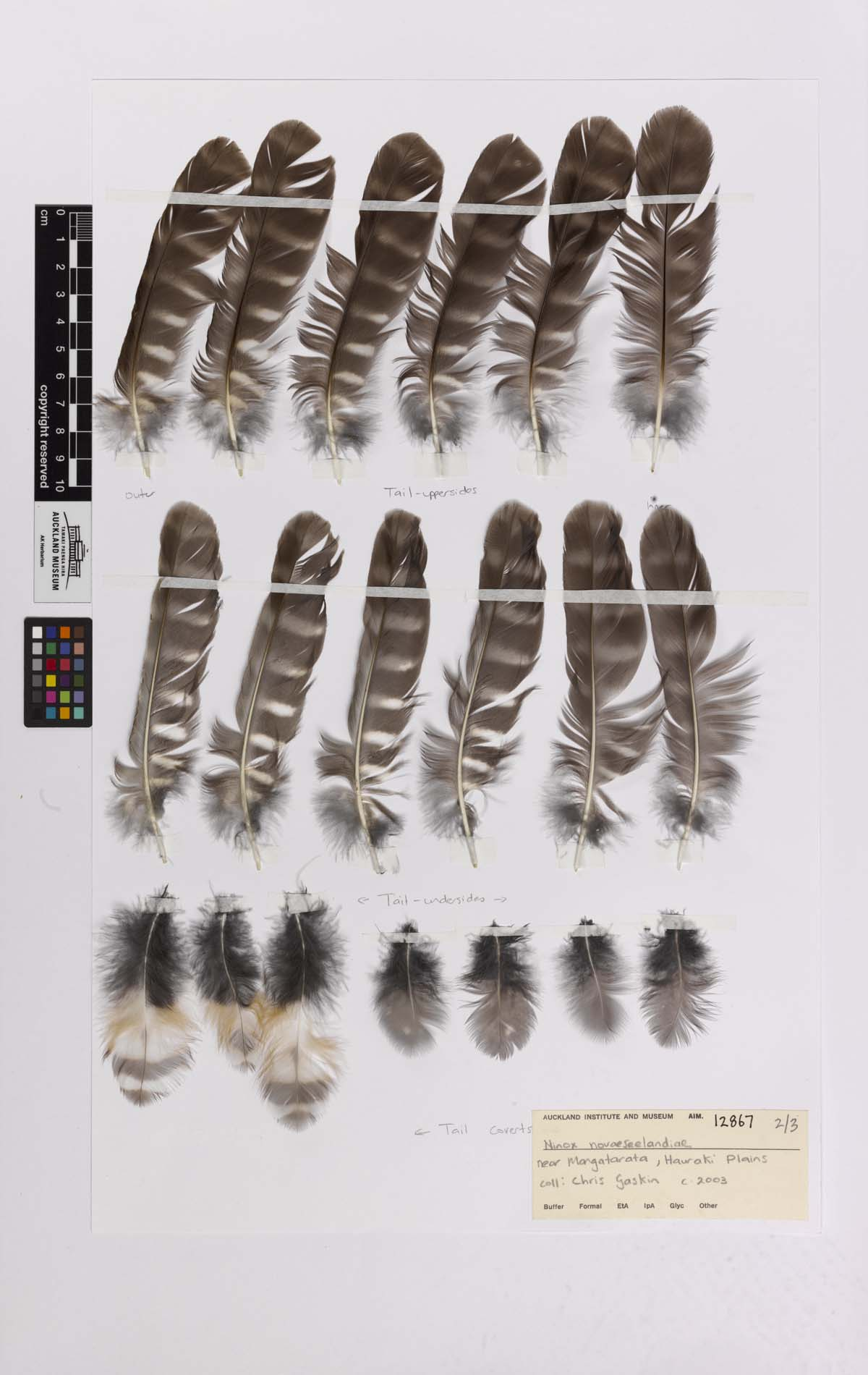
پرهای گونه نیوزیلندی در مجموعه موزه اوکلند
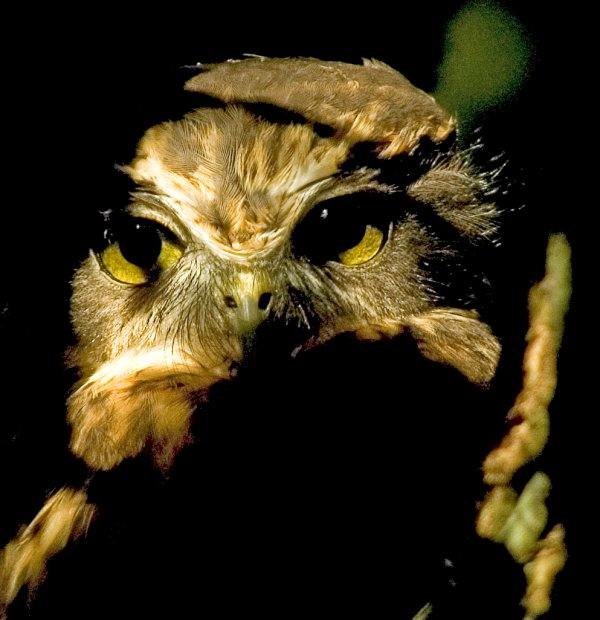
گونه نیوزیلندی، در کوهستان ماونگتاوتاری
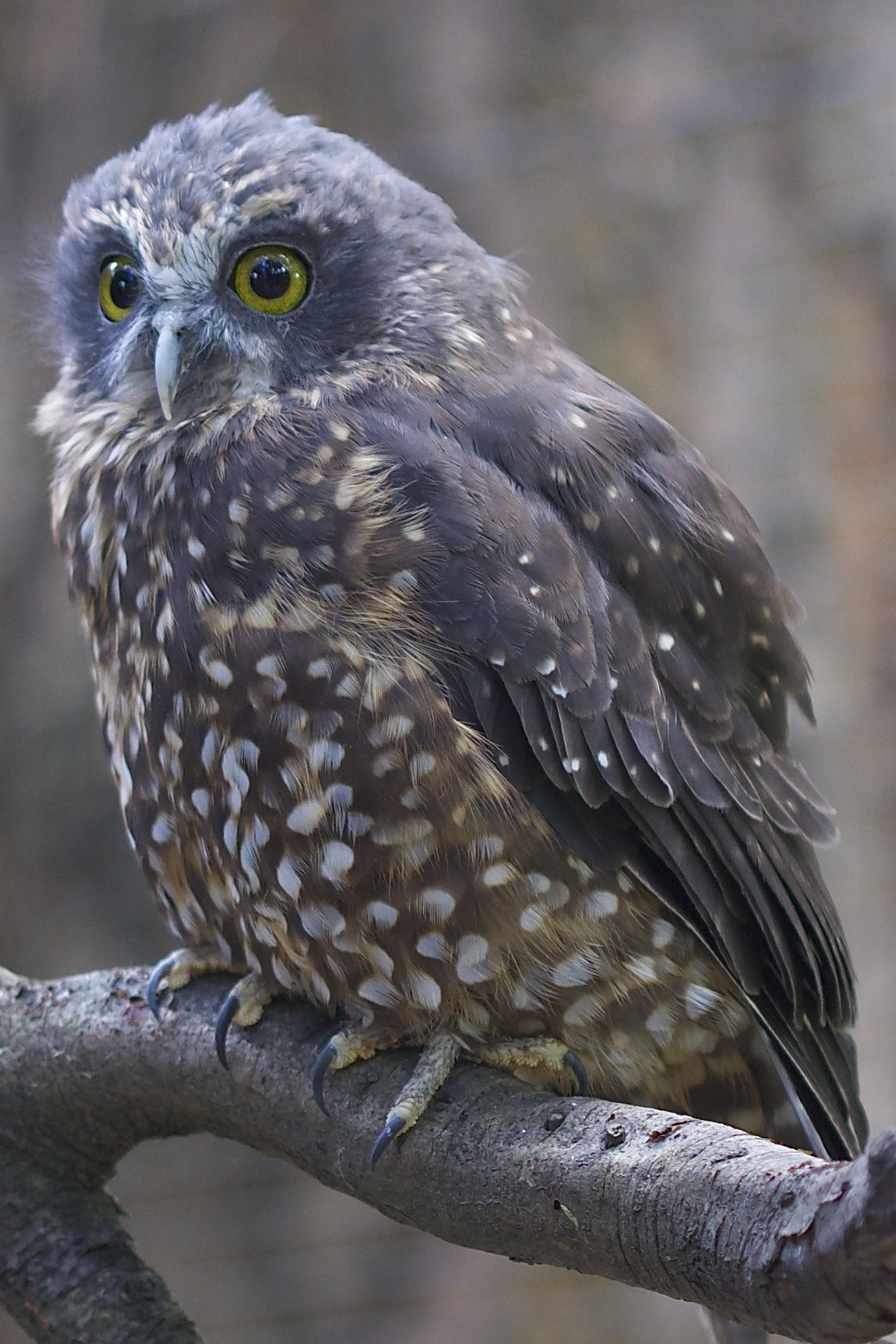
گونه نیوزیلندی، پارک حیات پرندگان کیوی، کوئینستون

### متون نقل شده
- Higgins, P.J. (1999). Handbook of Australian, New Zealand and Antarctic Birds. Volume 4: Parrots to Dollarbird. Melbourne, Victoria: Oxford University Press. ISBN 0-19-553071-3.